# Berežanský rajón
Berežanský rajón (ukrajinsky Бережанський район) byl rajón v Ternopilské oblasti na Ukrajině. Hlavním městem byly Berežany a rajón měl přibližně 20 tisíc obyvatel. 

## Sídla v rajónu
- Berežany